# Wladimir Iossifowitsch Petwiaschwili

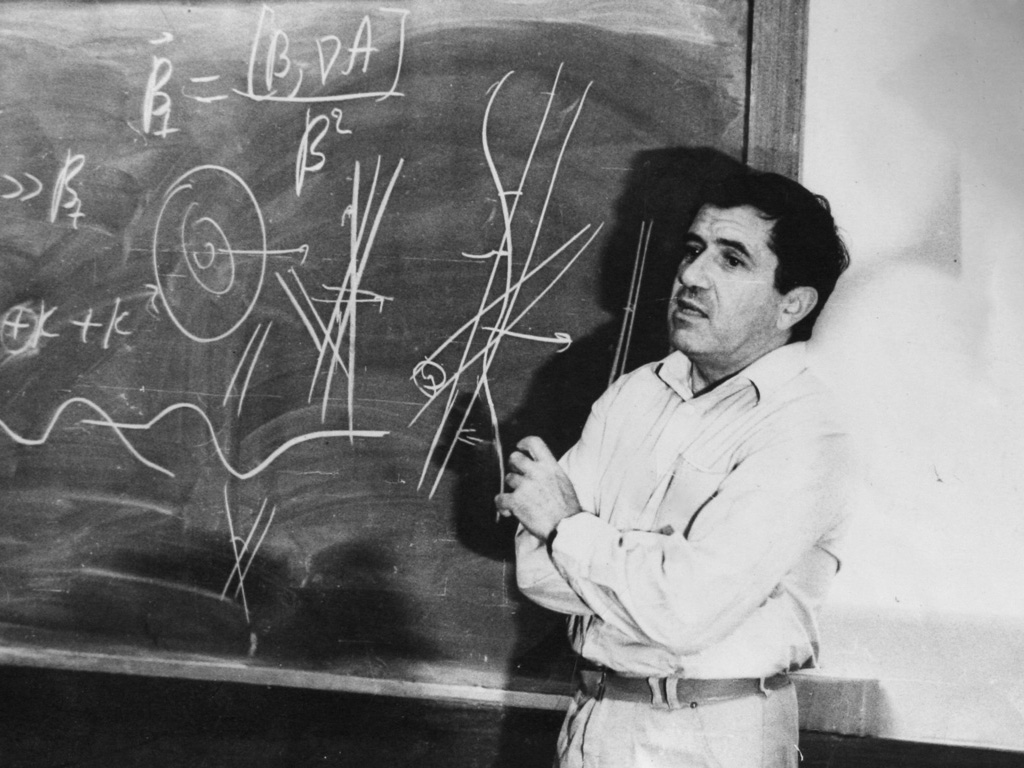
Wladimir Petwiaschwili (1. Januar 1988)

Wladimir Iossifowitsch Petwiaschwili (russisch Владимир Иосифович Петвиашвили, englische Transkription Vladimir Iosifovich Petviashvili; * 12. September 1936 in Tiflis; † 21. Juli 1993) war ein sowjetischer Plasmaphysiker aus Georgien, bekannt für Beiträge zur Theorie der Solitonen.
Er war am Kurtschatow-Institut in Moskau und am Moskauer Institut für Physik und Technologie.
1970 führte er mit Boris Borissowitsch Kadomzew die später nach ihnen benannte Kadomtsev-Petviashvili-Gleichung, die eine ähnliche Bedeutung in zwei Dimensionen wie die Korteweg-de-Vries-Gleichung in einer Dimension in der Solitonentheorie erlangte. 1992 erhielt er den Tamm-Preis.

## Schriften
- mit B. B. Kadomtsev: On the stability of solitary waves in weakly dispersive media, Sov. Phys. Dokl., Band 15, 1970, S. 539–541
- Multidimensional and dissipative solitons, Physica D, Band 3, 1981, S. 329–334
- Equation of an extraordinary soliton, Plasma Physics, Band 2, 1976, S. 469
- mit O. A. Pokhotelov: Solitäre Wellen in Plasma und Atmosphäre (russisch), Moskau 1989

| Personendaten    | Personendaten                                                                 |
| ---------------- | ----------------------------------------------------------------------------- |
| NAME             | Petwiaschwili, Wladimir Iossifowitsch                                         |
| ALTERNATIVNAMEN  | Petviashvili, Vladimir Iosifovich; Петвиашвили, Владимир Иосифович (russisch) |
| KURZBESCHREIBUNG | russischer Plasmaphysiker und Solitonenforscher                               |
| GEBURTSDATUM     | 12. September 1936                                                            |
| GEBURTSORT       | Tiflis                                                                        |
| STERBEDATUM      | 21. Juli 1993                                                                 |